# Entyloma zacintha
Entyloma zacintha är en svampart som beskrevs av Vánky 1990. Entyloma zacintha ingår i släktet Entyloma och familjen Entylomataceae.   Inga underarter finns listade i Catalogue of Life.